# Rehoboth Urbano Ovest
Il distretto elettorale di Rehoboth Urbano Ovest è un distretto elettorale della Namibia situato nella Regione di Hardap con 11.197 abitanti al censimento del 2011. Il capoluogo è la città di Rehoboth.
Il distretto comprende la parte della città ad ovest della strada nazionale B1.